# مشاكس

مثال على تعبير وجه شخص مشاكس...

المشاكسة شعور يتولد لدى أي شخص في مناسبات كثيرة خاصة في مرحلة المراهقة والطفولة، والمشاكس هو الشخص الذي يبني علاقات اجتماعية بطرق أكثر حيوية وممتعة بالنسبة إليه عن طريق نصب الكمائن غير القاتلة مثل سكب المياه على صديق أو مجموعة من الأصدقاء وهم نيام ومثل أن يزعج أحد أصدقائهِ بصوت عالي أو بموسيقى صاخبة وهو نائم والكثير من الأساليب الأخرى.

## مشاكس انترناتي
يقوم بعض هواة المشاكسة بتصوير كمائنهم ضد أصدقائهم وينشرون تلك المقاطع المصورة على المواقع الاجتماعية المشهورة مثل يوتيوب وفيسبوك وغيرها وهيا تلقى رواجا وشعبية كبيرة بين مستخدمي تلك المواقع.

## مخاطر المشاكسة
قد تكون في بعض الأحيان المشاكسة خطيرة على المتلقي كأن تخيفه فجأة فيؤول الأمر إلى أن تحدث لهُ سكتة قلبية أو أن يموت جراء أي شيء بسبب تلك المشاكسة مثل أن تهرب الضحية من المشاكس فتحسبه مجرم يريد قتله فتجد نفسها أمام سيارة عابرة فتدهسها أو تقتلها وأسباب أخرى أيضا